# Daniel (película de 1983)
Daniel es una película dramática británico-estadounidense de 1983 dirigida por Sidney Lumet. Fue adaptada por E. L. Doctorow de su novela de 1971 El libro de Daniel.

## Trama
La película está basada en hechos reales de la vida de Ethel y Julius Rosenberg, que fueron condenados por espionaje y la ejecución  fue  la silla eléctrica por el gobierno de los Estados Unidos en el año 1953 por entregar secretos nucleares a la Unión Soviética (URSS). Esta historia sigue a su hijo ficticio mientras intenta descubrir la verdad. Daniel está involucrado en el movimiento de protesta contra la guerra y contrasta sus experiencias con el recuerdo de sus padres y su creencia de que fueron condenados injustamente.

## Elenco
- Timothy Hutton como Daniel Isaacson
- Mandy Patinkin como Paul Isaacson
- Lindsay Crouse como Rochelle Isaacson
- Edward Asner como Jacob Ascher
- Ellen Barkin como Phyllis Isaacson
- Julie Bovasso como Frieda Stein
- Tovah Feldshuh como Linda Mindish
- Carmen Mathews como la Sra. Ascher
- Amanda Plummer como Susan Isaacson
- Lee Richardson como reportero
- John Rubinstein como Robert Lewin
- Colin Stinton como Dale
- María Tucci como Lise Lewin
- Ilan Mitchell-Smith como el joven Daniel Isaacson
- Peter Friedman como Ben Cohen
- Will Lee como juez (póstumamente, su última aparición)
- David Margulies como el Dr. Duberstein
- Leo Burmester como agente del FBI
- Rosetta LeNoire como directora de prisión
- Ron McLarty como guardia de la prisión
- Nicholas Saunders como médico de la cárcel
- Daniel Stern como Artie Sternlicht
- Lee Wallace como alcalde